# Adidas
 (транскр.  Адидас) немачки је произвођач спортске опреме. Адидас је данас највећи немачки и европски произвођач спортске опреме са фабрикама и продавницама широм света. Настао је 1948. године из заједничке фирме Адолфа и Рудолфа Даслера. Бренд је добио име по свом оснивачу Адолфу (Адију) Даслеру — Ади-Дас.
Лого ове фирме, који је један од најпрепознатљивијих у свету, представљају три паралелне црте.
Осим спортске обуће — патика, фудбалских лопти - Адидас Телстар, Адидас производи и другу спортску опрему и козметику.

### Фудбалски клубови из Европе
- АС Рома
- ФК Реал Мадрид
- ФК Бајерн Минхен
- ФК Јувентус
- ФК Милан
- ФК ЦСКА Москва
- ФК Манчестер јунајтед
- ФК Арсенал
- ФК Бенфика
- ФК Ајакс

### Фудбалске репрезентације које носе Адидас
- Русија
- Немачка
- Шпанија
- Аргентина
- Италија

## Спортисти
Многи спортисти су рекламирали ову марку:
- Лионел Меси
- Икер Касиљас
- Мануел Нојер
- Давид де Хеа
- Оливер Кан
- Пол Погба
- Луис Алберто Суарез
- Лорис Каријус
- Дијего Коста
- Единсон Кавани
- Анхел Ди Марија
- Кејлор Навас
- Тони Крос
- Гарет Бејл
- Карим Бензема
- Хамес Родригез
- Марсело Вијеира
- Филипе Луиз
- Фернандо Торес
- Миралем Пјанић
- Едвин Ван Дер Сар